# Arseniusz (Heikkinen)
Arseniusz, imię świeckie Jorma Heikkinen (ur. 14 lipca 1957 w Lapinlahti) – fiński duchowny prawosławny, od 2005 biskup Joensuu.

## Życiorys
Od 1986 r. pełnił posługę mnicha. W tym samym roku został wyświęcony na diakona. Święcenia prezbiteratu przyjął w 1989 r. 23 stycznia 2005 r. otrzymał chirotonię biskupią.